# Classificação de crédito
Em investimento, classificação de crédito (também chamada de nota de risco, rating, classificação de risco, avaliação de risco, notação de risco ou notação financeira de risco) avalia o valor do crédito de emissões da dívida de uma empresa ou um governo. É análogo às notações de crédito para pessoas físicas.
Essa classificação é feita através de notas representadas sob letras e sinais aritméticos dadas a partir de uma avaliação concedida pelas principais agências de classificação de risco, como a Fitch Ratings, Moody's e Standard & Poor's, e avalia a possibilidade de esta entidade saldar suas dívidas.

## Classificação e grau de investimento
| AAA | AA | A | BBB | BB | B | CCC | CC/D |

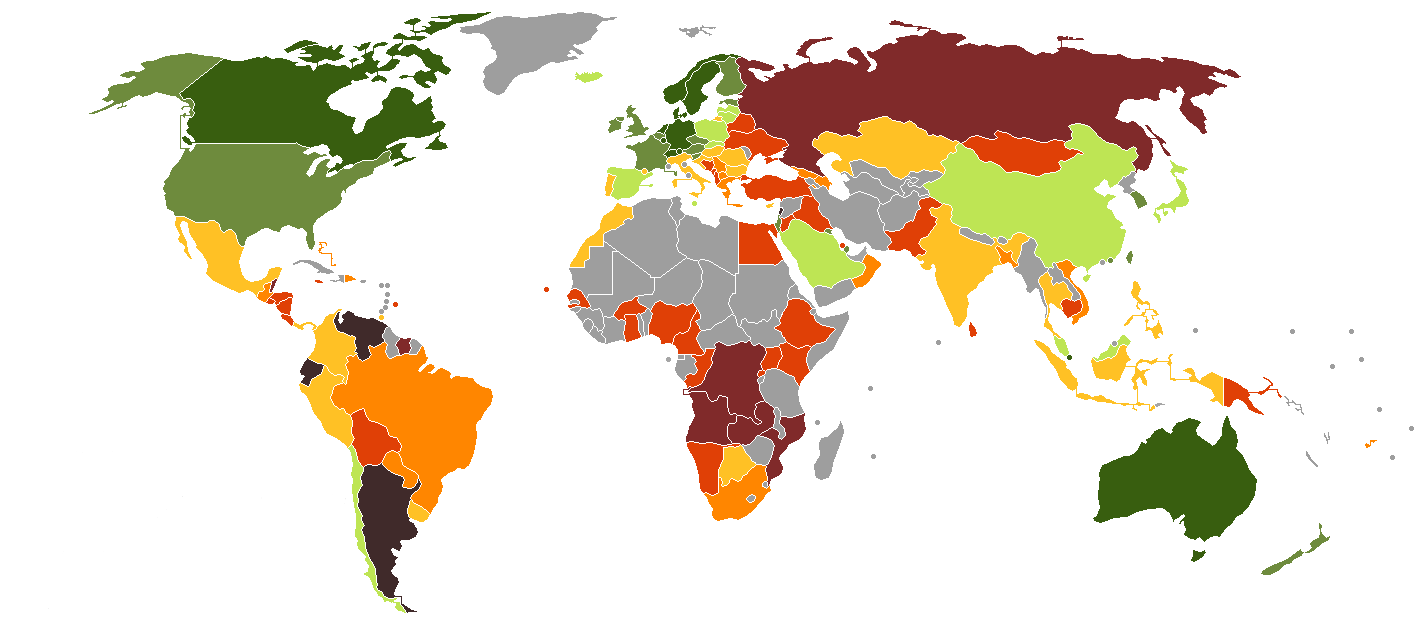
Classificação de crédito dos países pela Standard & Poor's (S&P).

Classificação da S&P dos países europeus (janeiro de 2012):
AAA
AA
A
BBB
BB
B
CCC
Não avaliado

As agências de notas de crédito, também conhecidas como agências de rating, classificam todos os países do mundo em dois grandes grupos: os que possuem grau especulativo e os que possuem grau de investimento.
Dentro de cada um desses dois grandes grupos, são atribuídas notas. Nas agências Fitch Ratings e Standard & Poor's, a nota mais baixa de todas é a D, que está situada, obviamente, na categoria de risco alto de inadimplência, juntamente, em ordem crescente,com as notas C, CC, CCC. Em seguida são atribuidas as notas em categoria de especulação, em ordem crescente,  B-, B, B+, BB-, BB e BB+. Essas duas categorias formam o grupo especulativo. A nota mais baixa do grupo de investimento é a nota BBB-, considerada juntamente com BBB, BBB+ a qualidade média de investimento. Seguem-se, em ordem crescente, as notas de maior grau de investimento A-, A, A+, AA-, AA, AA+ e AAA.
Na Moody's, a nota mais baixa de todas é a C,considerada risco alto de inadimplência, seguida de Ca, Caa3, Caa2, Caa1. Imediatamente, segue o grau de especulação, em ordem crescente, B3, B2, B1, Ba3, Ba2, Ba1. E o grupo de maior qualidade e menor risco de investimento completa a escala, em ordem crescente, Baa3, Baa2, Baa1, A3, A2, A1,Aa3, Aa2, Aa1, Aaa. As três primeiras notas do grupo de investimento são consideradas categorias medianas de investimentos.
| Moody's     | Moody's     | S&P (Standard & Poor´s) | S&P (Standard & Poor´s) | Fitch       | Fitch       |                                                         |
| ----------- | ----------- | ----------------------- | ----------------------- | ----------- | ----------- | ------------------------------------------------------- |
| Longo prazo | Curto prazo | Longo prazo             | Curto prazo             | Longo prazo | Curto prazo |                                                         |
| Aaa         | P-1         | AAA                     | A-1+                    | AAA         | F1+         | Prime                                                   |
| Aa1         | P-1         | AA+                     | A-1+                    | AA+         | F1+         | Grau elevado                                            |
| Aa2         | P-1         | AA                      | A-1+                    | AA          | F1+         | Grau elevado                                            |
| Aa3         | P-1         | AA-                     | A-1+                    | AA-         | F1+         | Grau elevado                                            |
| A1          | P-1         | A+                      | A-1                     | A+          | F1          | Grau médio elevado                                      |
| A2          | P-1         | A                       | A-1                     | A           | F1          | Grau médio elevado                                      |
| A3          | P-2         | A-                      | A-2                     | A-          | F2          | Grau médio elevado                                      |
| Baa1        | P-2         | BBB+                    | A-2                     | BBB+        | F2          | Grau médio baixo                                        |
| Baa2        | P-3         | BBB                     | A-3                     | BBB         | F3          | Grau médio baixo                                        |
| Baa3        | P-3         | BBB-                    | A-3                     | BBB-        | F3          | Grau médio baixo                                        |
| Ba1         | Not prime   | BB+                     | B                       | BB+         | B           | Grau de não-investimento especulativo                   |
| Ba2         | Not prime   | BB                      | B                       | BB          | B           | Grau de não-investimento especulativo                   |
| Ba3         | Not prime   | BB-                     | B                       | BB-         | B           | Grau de não-investimento especulativo                   |
| B1          | Not prime   | B+                      | B                       | B+          | B           | Altamente especulativo                                  |
| B2          | Not prime   | B                       | B                       | B           | B           | Altamente especulativo                                  |
| B3          | Not prime   | B-                      | B                       | B-          | B           | Altamente especulativo                                  |
| Caa1        | Not prime   | CCC+                    | C                       | CCC         | C           | Risco substancial                                       |
| Caa2        | Not prime   | CCC                     | C                       | CCC         | C           | Extremamente especulativo                               |
| Caa3        | Not prime   | CCC-                    | C                       | CCC         | C           | Em moratória com uma pequena expectativa de recuperação |
| Ca          | Not prime   | CC                      | C                       | CCC         | C           | Em moratória com uma pequena expectativa de recuperação |
| Ca          | Not prime   | C                       | C                       | CCC         | C           | Em moratória com uma pequena expectativa de recuperação |
| C           | Not prime   | D                       | /                       | DDD         | /           | Em moratória                                            |
| /           | Not prime   | D                       | /                       | DD          | /           | Em moratória                                            |
| /           | Not prime   | D                       | /                       | D           | /           | Em moratória                                            |

## Brasil
O Brasil foi considerado grau de investimento no dia 30 de abril de 2008 pela agência de avaliação Standard & Poor's. O país estava situado na categoria de países com grau especulativo e sua nota era BB+. O anúncio fez a Bolsa de Valores de São Paulo (Bovespa) bater um recorde. O pregão do dia fechou com alta de 6,33%, número que não era visto desde outubro de 2002.
As outras agências de classificação de risco de crédito posteriormente seguiram a classificação. A agência Fitch anunciou o grau de investimento para o Brasil em 29 de maio de 2008 e a Moody's em setembro de 2009.
Ratings ao final de cada ano para as agências Moody's, S&P e Fitch 
|         | 1997 | 1998 | 1999 | 2000 | 2001 | 2002 | 2003 | 2004 | 2005 | 2006 |
| ------- | ---- | ---- | ---- | ---- | ---- | ---- | ---- | ---- | ---- | ---- |
| Moody's | B1   | B2   | B2   | B1   | B1   | B2   | B2   | B1   | Ba3  | Ba3  |
| S&P     | BB-  | BB-  | B+   | B+   | BB-  | B+   | B+   | BB-  | BB-  | BB   |
| FITCH   | B+   | B+   | B    | BB-  | BB-  | B    | B+   | BB-  | BB-  | BB-  |

Em 9 de setembro de 2015, devido à crise político-econômica de 2014 no país, considerando as dificuldades políticas do Brasil em implementar o ajuste fiscal e a previsão de déficit orçamentário feita pelo governo, a S&P rebaixou a nota do país para o nível "especulativo" (BB+). Horas antes, o vice-presidente de comunicação estratégica da Moody's havia declarado que sua agência, ao contrário da S&P,  havia mantido o selo de bom pagador ao país. A Fitch também manteve a nota atribuída ao Brasil (BBB), embora tenha expressado preocupação quanto ao ritmo de  crescimento do país. Em 2018, com o impedimento para votação da Reforma da Previdência e a desistência dessa agenda pelo governo, a agência Fitch anuncia o rebaixamento da nota para BB-.
Histórico do grau de investimento do Brasil
|         | 2003 | 2004 | 2005 | 2006 | 2007 | 2008 | 2009 | 2010 | 2011 | 2012 | 2013 | 2014 | 2015 | 2016 | 2017 | 2018 |
| ------- | ---- | ---- | ---- | ---- | ---- | ---- | ---- | ---- | ---- | ---- | ---- | ---- | ---- | ---- | ---- | ---- |
| Moody's | -    | B1   | Ba3  | Ba2  | Ba1  | Ba1  | Baa3 | Baa3 | Baa2 | Baa2 | Baa2 | Baa2 | Baa3 | Ba2  | Ba2  |      |
| S&P     | -    | BB-  | BB-  | BB   | BB+  | BBB- | BBB- | BBB- | BBB  | BBB  | BBB  | BBB- | BB+  | BB   | BB   | BB-  |
| FITCH   | B+   | BB-  | BB-  | BB   | BB+  | BBB- | BBB- | BBB  | BBB  | BBB  | BBB  | BBB  | BB+  | BB   | BB   | BB-  |